# 에디세 챕맨

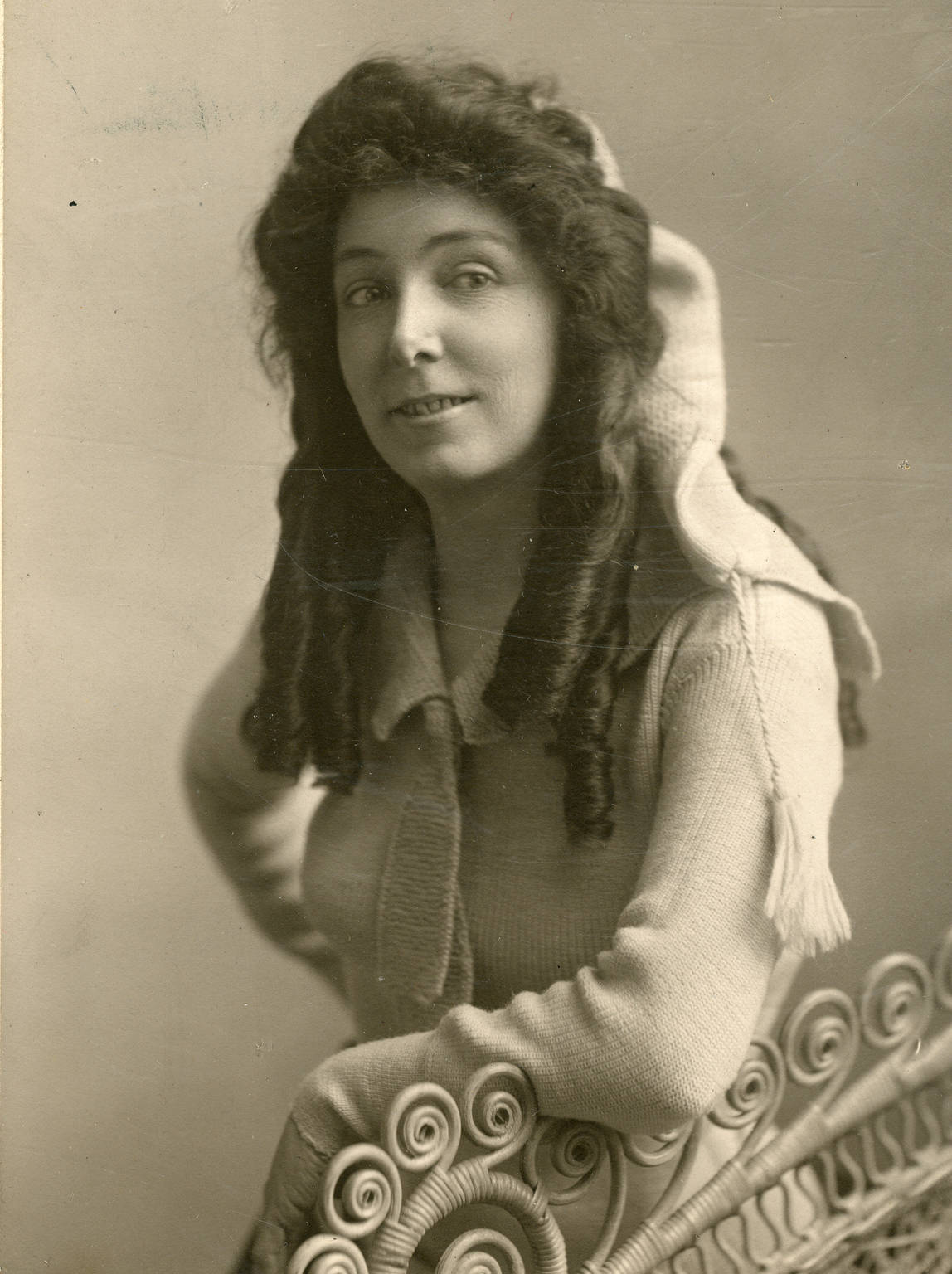

에디세 챕맨(Edythe Chapman, 1863년 10월 8일 ~ 1948년 10월 15일)은 미국의 배우, 연극 배우, 영화배우이다.
로체스터에서 태어났으며 글렌데일에서 사망하였다. 사인은 질병이다.

## 영화
- 교도소로 가다 (1930년)
- 네이비 블루스 (1929년)
- 황태자의 사랑 (1927년)
- 십계 (1923년)
- 허클베리 핀 (1920년)
- 허크와 톰 (1918년)
- 톰 소여 (1917년)